# Annie Bøg Jørgensen
Annie Bøg Jørgensen (* 30. Januar 1951) ist eine ehemalige dänische Badmintonspielerin, die für den Badmintonklubben abc Aalborg startete. 

## Karriere
1965 gewann sie den Titel im Dameneinzel bei den Einzelmeisterschaften der Junioren der U15 in Dänemark. 1967 siegte sie sowohl im Einzel als auch im Doppel in der Altersklasse U17. Zwei Jahre später gelang ihr dieses Kunststück in der U19 erneut. Im gleichen Jahr gewann sie Bronze bei der Junioren-Europameisterschaft. Bei der Europameisterschaft 1972 sicherte sie sich Bronze im Doppel mit Lene Køppen und damit den größten Erfolg ihrer Karriere.

## Sportliche Erfolge
| Saison    | Veranstaltung                                    | Disziplin   | Platz | Name                                                     |
| --------- | ------------------------------------------------ | ----------- | ----- | -------------------------------------------------------- |
| 1964/1965 | Dänemark: Einzelmeisterschaften der Junioren U15 | Dameneinzel | 1     | Annie Bøg Jørgensen, abc Aalborg                         |
| 1966/1967 | Dänemark: Einzelmeisterschaften der Junioren U17 | Dameneinzel | 1     | Annie Bøg Jørgensen, abc Aalborg                         |
| 1966/1967 | Dänemark: Einzelmeisterschaften der Junioren U17 | Damendoppel | 1     | Kiss Andreasen / Annie Bøg Jørgensen, abc Aalborg        |
| 1967/1968 | Dänemark: Einzelmeisterschaften der Junioren U19 | Dameneinzel | 1     | Annie Bøg Jørgensen, abc Aalborg                         |
| 1967/1968 | Dänemark: Einzelmeisterschaften der Junioren U19 | Damendoppel | 1     | Lotte Berend, Triton / Annie Bøg Jørgensen, abc Aalborg  |
| 1968/1969 | Dänemark: Einzelmeisterschaften der Junioren U19 | Damendoppel | 1     | Annie Bøg Jørgensen, abc Aalborg / Grete Poulsen, Tønder |
| 1968/1969 | Dänemark: Einzelmeisterschaften der Junioren U19 | Dameneinzel | 1     | Annie Bøg Jørgensen, abc Aalborg                         |
| 1969      | Junioren-Europameisterschaft                     | Dameneinzel | 3     | Annie Bøg Jørgensen                                      |
| 1972      | Europameisterschaft                              | Damendoppel | 3     | Annie Bøg Jørgensen / Lene Køppen                        |